# 俄罗斯入侵乌克兰时间轴 (2023年6月)

俄羅斯入侵烏克蘭的動態地圖（参见可交互的俄烏戰爭詳細地圖）

本條目主要列出俄罗斯入侵乌克兰在2023年6月的過程。

## 6月1日
俄羅斯凌晨對烏克蘭基輔發動空襲，烏克蘭方面表示俄方發射的多枚飛彈已由防空系統全數摧毀，但殘骸導致三座建築物受損，並造成3人死亡，包括2名兒童，另外還有14人受傷，其中9人送醫、其餘5人在現場接受治療。
俄羅斯志願軍團宣佈展開「第二階段」行動，並與自由俄羅斯軍團合作突襲別爾哥羅德州的新塔沃爾然卡和舍別基諾。俄羅斯國防部宣稱，有兩個摩托化步兵連在坦克支援下，企圖「入侵」俄羅斯領土，但被聯邦安全局和邊防軍擊退，並擊斃50多名士兵，還擊毀了4輛裝甲車，共有70名武裝分子、5輛坦克、4輛裝甲車、7輛皮卡和1輛卡馬汽車廠生產的卡車參與此次襲擊。別爾哥羅德地區州長表示有12名俄羅斯人在戰鬥中受傷。另外，州長表示，謝貝基諾市遭到烏軍炮擊，並持續一個小時，造成兩人受傷。
烏克蘭總統澤連斯基扺達摩爾多瓦，準備出席歐洲政治共同體峰會，並敦促國際社會為烏克蘭及其鄰國摩爾多瓦制定具體的「安全保障」，令這些受俄羅斯受侵犯的國家獲得持久保護。
俄羅斯僱傭兵組織瓦格納集團領袖普里格津表示，若他的人員能在俄烏戰場前線獲得個別作戰區域而不必依賴俄羅斯正規軍作戰，瓦格納集團才會繼續參與俄烏戰爭。
為保障烏克蘭的通信安全，美國國防部決定購買星链服務。
瑞士国民议院否决了一项旨在允许第三国向乌克兰出售瑞士军火物资的法案。

## 6月2日
烏克蘭軍方表示，俄羅斯徹夜對基輔發動空襲，俄軍發射超過30枚飛彈與無人機，均遭到擊落，2人遭掉落的殘骸擊中受傷。五座私人住宅遭到破坏。烏克蘭全國大多數地區響起空襲警報。 基夫沙里夫卡遭到俄羅斯襲擊，造成2人死亡，4人受伤。
駐紮在烏克蘭的反俄羅斯政府「俄羅斯志願軍團」突襲俄羅斯別爾哥羅德州的舍別基諾當地的俄羅斯行政大樓，同時在社交媒體上流傳多個街區屋頂著火的影片。別爾哥羅德地區州長表示有12名俄羅斯人在戰鬥中受傷。是不到2周內俄羅斯境內發生的第二次民兵部隊襲擊。 另外，與烏克蘭接壤的俄羅斯庫爾斯克州長表示，當地有數架烏克蘭無人機被擊落。 俄佔扎波羅熱地區官員表示，烏克蘭軍隊砲擊位於亞速海的港口城市別爾江斯克，造成9人受傷。顿涅茨克人民共和国实际控制下的马克耶夫卡遭到烏克蘭炮擊，造成3人死亡，4人受伤。
俄罗斯国防部宣布已将卡德羅夫軍部署到顿涅茨克州馬林卡前线，目的是在烏克蘭發動反攻前先行進攻。
美国参谋长联席会议主席马克·米利宣布，乌克兰士兵已经开始學習如何操控M1艾布蘭主力戰車。

## 6月3日
烏克蘭總統澤倫斯基接受美國《華爾街日報》訪問時，表示烏克蘭「將會」對俄羅斯展開反攻，並稱「我們已經準備好」。澤倫斯基亦表示，不確定將用時多長或進行方式為何，然而「我們堅信將會成功」。
俄羅斯僱傭兵組織瓦格納集團領袖普里格津指控，俄羅斯軍隊試圖炸死他的手下，他表示手下在後方陣地發現十幾個地點，有俄羅斯國防部官員埋設各種爆炸裝置，其中包括數百枚反坦克地雷，當被問及為什麼埋設有關裝置時，官員們稱這是上級的命令。有關爆炸裝置全數位於後方陣地沒有敵人威脅。
烏克蘭中部城市第聶伯羅遭俄羅斯導彈攻擊發生爆炸，1棟兩層樓民宅被毀，至少1死22人受傷，多人受困在廢墟之下。

## 6月4日
烏克蘭首都基輔凌晨再度遭到俄羅斯無人機襲擊，但烏克蘭方面表示防空系統已經擊退來襲物體。克羅皮夫尼茨基附近的一個機場被兩枚導彈擊中。苏梅州的基础设施遭到無人機襲擊。梅利托波尔和别尔江斯克發生爆炸。
俄羅斯貝爾哥羅德州州長表示，烏克蘭軍隊持續徹夜砲擊貝爾哥羅德州，先前一晚的砲擊已經造成2人喪生，另有數百名兒童被迫疏散遠離邊境地區當中舍別基諾和沃洛科諾夫斯基兩區在夜間遭受砲擊的「大規模」破壞，超過4000人被重新安置到貝爾哥羅德州內的臨時住所。 
俄控克里米亞官員表示，克里米亞的贊科伊有5架無人機被擊落，4架無人機遭干擾而未能命中目標，沒有造成人員傷亡，但數間房屋受到破壞。
曾攻佔俄羅斯別爾哥羅德部分地區的親烏克蘭軍事組織「俄羅斯自由軍團」和「俄羅斯志願兵團」發布片段表示，俘擄2名俄羅斯士兵，提出要與別爾哥羅德州州長在新塔沃然卡村見面，便釋放被俘士兵。及後，別爾哥羅德州長表示願意會見一個親烏克蘭的俄羅斯游擊隊團體，並同意在俘擄士兵仍然生存的情況下會見。另外波蘭志願軍正式承認有參與襲擊別爾哥羅德的行動。另外俄羅斯自由軍團和俄羅斯志願兵團又以州長沒有和他們會面為由將俄軍俘虜交給了烏克蘭。
烏克蘭總統澤連斯基表示，俄羅斯入侵烏克蘭戰爭已經進入第16個月，至少殺害500名烏克蘭兒童，有關數字可能更多。

## 6月5日
俄罗斯国防部表示乌克兰开展了大规模的军事行动，俄軍挫败了乌克兰军队在顿涅茨克地区发动的一场重大攻势，烏克蘭有6个机械营和2个坦克营參與軍事行動。俄軍在抵御攻势期间，一共击毙了1500名乌克兰士兵，摧毁了16辆坦克、3部军事车辆和100部装甲车辆。烏克蘭軍隊未能突破俄罗斯的防御工事。俄佔扎波罗热地方当局表示，俄罗斯与乌克兰部队在扎波羅熱州的冲突持续了8个多小时。不過烏克蘭軍方表示，沒有關於俄羅斯表示基輔在烏克蘭頓涅茨克地區發動的重大攻勢的資訊，也不會對任何虛假資訊發表評論。烏克蘭國防部副部長則表示，俄羅斯聲稱烏克蘭已經開始反攻，是旨在分散俄羅斯在巴赫穆特地區遭受的損失。烏克蘭總統高級顧問則表示，不要相信來自俄羅斯的報道。 
俄羅斯別爾哥羅德地區州長表示，烏克蘭武裝部隊在過去24小時內向該地區發射了650發炮彈，一家能源設施起火，沒有人員傷亡。
俄羅斯僱傭兵組織瓦格納集團領袖普里格津表示，烏克蘭軍隊已經奪回了烏克蘭東部巴赫穆特以北的貝爾希夫卡村莊一部分，形容是「恥辱」。
歐盟宣佈制裁9名俄羅斯官員。同時欧盟宣佈烏克蘭的農產品依然不能進入保加利亚、匈牙利、波兰、罗马尼亚和斯洛伐克，此限制將延长至9月15日。
比利时首相表示，已知悉俄罗斯反政府武装团体在俄境内发动袭击时使用了比利时制造的武器，比利时正寻求乌克兰政府作出解释。比利時向乌克兰提供的武器是用于防御目的。
澳洲《金融評論報》引述當地官員說法，指出澳洲政府正與美國商議，考慮將41架當地退役的F/A-18戰鬥機贈予烏克蘭，作為對烏軍援的一部分。

## 6月6日
烏克蘭國防部副部長表示，烏克蘭軍隊已在巴赫姆特周邊推進，並將其描述為「敵對行動的中心」，並且在奧里霍沃-瓦蘇里夫卡和帕拉斯科維伊夫卡推進200公尺至1600公尺，也在伊萬尼夫斯凱和克利斯奇夫卡推進100公尺至700公尺。另外，烏克蘭外交部長庫列巴表示，烏克蘭已擁有足夠武器對俄羅斯發動反攻，這場反攻行動將帶給烏克蘭加入北大西洋公約組織所需的勝利。
烏克蘭軍方表示，俄軍炸毀烏克蘭南部的卡霍夫卡水庫大壩，目前湧出大量洪水，烏克蘭表示是俄軍炸毀水壩並導致水位上升，且有可能波及附近村莊和設施。而俄佔赫爾松官員否認。烏克蘭內政部表示第聶伯河西岸的10個村莊、赫爾松部分地區面臨洪水風險，敦促人們做好疏散準備，州長則表示將在5小時內達到臨界水位。烏克蘭國家水電機構表示，卡霍夫卡水庫大壩的機艙在發生爆炸後「完全被毀」，因此大壩無法修復。同時大壩附近有2名烏克蘭警察被俄羅斯方面打傷。
俄羅斯克里姆林宮發言人表示，俄控赫爾松地區的新卡霍夫卡大壩遭到破壞是烏克蘭的「蓄意」造成，並表示總統普京已聽取有關情況的簡報，並強烈否認有關參與襲擊的指控。另外，有俄佔扎波羅熱官員表示，由於扎波羅熱核電站提供部分冷卻水的新卡霍夫卡大壩受損，扎波羅熱核電站附近的新卡霍夫卡大壩水庫水位下降了 2.5 米，預計最多會下降 7 米，加劇對歐洲最大核電站發生災難的擔憂。
俄羅斯國防部長紹伊古表示，過去三天，莫斯科軍隊擊退烏克蘭在前線的多次進攻，基輔政權試圖以五個旅的力量向七個方向發起進攻，烏克蘭軍隊被阻止並遭受重大損失，紹伊古亦表示，在烏克蘭失敗的反攻中有71 名俄羅斯士兵喪生，15輛俄羅斯坦克和9輛裝甲車被烏軍摧毀。
俄羅斯僱傭兵組織瓦格納集團領袖普里格津表示，俄羅斯國防部聲稱俄軍一天內已殲滅1500名發起反攻的烏克蘭軍人，簡直就是「天馬行空的幻想」。
聯合國國際原子能機構表示，扎波羅熱核電站有足夠的水來冷卻其反應堆「數月」，該水池位於已決堤的大壩水庫的附近，機構亦呼籲俄羅斯和烏克蘭「放過」這個水庫。歐洲理事會主席米歇爾對這一事件感到震驚，要求追究俄羅斯及其代理人的責任。英國外交大臣表示將破壞大壩稱為「可惡的行為」，故意只攻擊民用基礎設施是一種戰爭罪。北約秘書長表示，新卡霍夫卡大壩的破壞展示了「俄羅斯在烏克蘭的殘酷」。德國總理朔爾茨將新卡霍夫卡大壩決口歸咎於俄羅斯，並表示，從各方面來看，這是俄羅斯方面為阻止烏克蘭反攻，而採取的行動。
基輔再次遭到俄羅斯襲擊，不過有20枚俄罗斯导弹被擊落。哈尔科夫州州长表示，當地的一條氨气管道遭到俄軍攻擊。

## 6月7日
烏克蘭赫爾松州長表示，俄羅斯部隊對該地區發動多次炮擊，並導致至少一人死亡、一人受傷。烏克蘭總統辦公室主任表示，俄羅斯無人機在烏克蘭北部蘇梅地區發動襲擊，造成兩名平民死亡、一名平民受傷。
烏克蘭國防部副部長表示，在過去的24小時內，烏克蘭軍隊已經在巴赫穆特附近的部分前線地區從200米推進到1100米。另外，烏克蘭一名高級安全官員否認反攻行動已經展開。
俄佔赫爾松官員表示，烏克蘭軍隊仍在炮擊該地區。另外，俄羅斯別爾哥羅德州州長表示，烏克蘭使用導彈轟炸捨別基諾鎮，其中40多枚炮彈擊中工業區，並且發生火災。另有20枚炮彈飛入該市的各個地區，沒有人員傷亡。此外，俄羅斯國防部發言人表示，烏克蘭「破壞分子」和一支偵察組在6月5日晚上炸毀烏克蘭東北部哈爾科夫州的陶里亞蒂至敖德薩液氨輸送管線，並且造成平民受傷。另外，俄羅斯聯邦安全會議秘書表示，由美國及英國創造的基輔納粹政權必須更替，烏克蘭必須成為一個中立國，俄烏兩國人民並沒有戰爭，唯一直接侵略來自美國，美國利用烏克蘭發動對俄羅斯不宣而戰的戰爭。 
土耳其總統埃爾多安分別與俄羅斯及烏克蘭總統通話，提議成立國際委員會調查烏克蘭南部卡科夫卡水壩遭破壞事件，委員會成員可包括交戰方、聯合國和土耳其在內的國際社會推派的專家。俄烏兩國總統亦分別向埃爾多安指責事件是對方所為。
聯合國安理會召開緊急會議，討論新卡霍夫卡水壩遭炸毀事件，會上烏克蘭代表在控訴俄軍利用洪水戰術摧毀烏克蘭土地，指責俄羅斯在謊言的泥沼中掙扎，而俄方代表則反控事件是基輔蓄意策畫，應「列為戰爭罪或恐怖主義行為」。
俄羅斯濱海邊疆區一位居民被逮捕。俄當局指控其向烏克蘭提供軍事設施信息。

## 6月8日
烏克蘭總檢察長表示，在疏散工作期間，俄羅斯軍隊對赫爾松進行「針對性打擊」，造成至少1人死亡，8人受傷。另外，頓涅茨克州長表示，俄軍連夜炮擊頓涅茨克城鎮，造成3人死亡，其中包括1名四歲男孩。 
俄羅斯別爾哥羅德州州長表示，烏克蘭無人機襲擊邊境地區的兩個定居點，造成一人受傷。另外，克里姆林宮指責烏克蘭炮擊在俄佔赫爾松決堤地區的俄羅斯救援人員。
國際紅十字會表示，決堤的卡霍夫卡大壩引致的洪水，衝散戰區內的地雷，可能在未來幾十年對平民構成嚴重威脅。
烏克蘭總統澤連斯基到訪被洪水淹沒的赫爾松南部地區，並討論卡霍夫卡大壩被毀後的情況。
英国以白俄羅斯支持俄罗斯入侵乌克兰為由对白俄罗斯实施新一輪制裁。
多家媒體報道烏克蘭實際上已發起反攻。根據美國官員和俄羅斯國防部的說法，在烏克蘭發起反攻的最初幾個小時內烏軍損失慘重。不過俄羅斯位於扎波羅熱州的一些防線遭到烏軍突破。美國官員也估計烏克蘭暫時遇到的損失不會影響該國的整體反攻。

## 6月9日
烏克蘭軍方表示，俄羅斯軍隊在襲擊中發射16架無人機和6枚巡航導彈，並擊落４枚巡航導彈和10架無人機，導致一人喪生，另有３人受傷，４座建築物被墜落的碎片摧毀。
俄羅斯南部城市沃羅涅日地區州長表示，一架無人機襲擊當地的一棟居民樓，並造成3人被玻璃碎片砸傷。
烏克蘭總統澤連斯基稱贊烏克蘭東部頓涅茨克地區激烈戰鬥的「成果」，形容頓涅茨克地區的戰鬥非常激烈，但是已經產生結果，「大家在巴赫姆特做得很好。我們一步一步來。」另外，烏克蘭國防部副部長漢娜·馬利亞爾表示，現時前線所有地區局勢緊張，較激烈的戰鬥集中在頓涅茨克地區，俄軍繼續將主要力量集中在萊曼、巴赫穆特、阿維迪夫和馬林方向。此外，烏克蘭國防部表示，俄軍單日逾1000人陣亡，10輛坦克、24輛裝甲車、38門火砲、4門多管火箭系統、4座防空系統、13架無人機戰損，其中火砲戰損數量連日都在35至40門。
俄羅斯總統普京表示，烏克蘭已開始向俄軍發動大規模反攻，烏克蘭軍隊動用戰略儲備證明這一點而烏軍並未在任何領域實現目標，過去3天戰鬥非常激烈，烏方都未有贏得任何一場戰役。另外，俄羅斯外交部就日本政府決定開始向烏克蘭提供軍事裝備一事召見日本駐俄大使，並威脅日本「將承擔嚴重後果。」俄羅斯外交部指出，日本這個行為將導致人員死傷人數進一步增加，與敵對的行動升級，並聲稱日本首相岸田文雄應該準備好為俄羅斯平民死亡負責，尤其是俄羅斯邊境地區的民眾。
俄羅斯傳媒報道，俄羅斯軍隊擊退烏克蘭軍隊在東南部扎波羅熱地區發動的襲擊，有13輛烏克蘭坦克在扎波羅熱地區的戰鬥中被摧毀，另有8輛在頓涅茨克地區被摧毀，更已經連夜對「外國製造的彈藥和武器」發動遠程打擊。
根據公开来源情报，烏克蘭軍隊正在向托克馬克進軍。
烏克蘭安全局發布一段被指證明俄羅斯破壞大壩的一分半鐘的音頻片段，其中包含兩名男子似乎正在用俄語討論這場災難的後果，通訊中兩人分別表示：「這不是他們（烏克蘭）襲擊的，這是我們（俄羅斯）爆破小組做的。是想要威脅那個大壩。然而這不如計劃般，超出計劃。」烏方表示，在通訊中俄方正試圖掩蓋事件的後果。
歐盟外交政策高級專員博雷利表示，「一切都表明」俄羅斯才是造成新卡霍夫卡大壩決堤的幕後黑手，大壩不是被轟炸摧毀，而是被安裝在渦輪機所在區域內的炸藥所摧毀。而該地區正由俄羅斯控制。
美國白宮表示，俄羅斯似乎正在深化與伊朗的國防合作，已收到數以百計用來攻打烏克蘭的攻擊無人機，俄羅斯亦在伊朗接收建造無人機製造工廠所需的材料，該座工廠將位於阿拉布加經濟特區，可能在明年初全面運作。 另外，美國國防部宣布，提供烏克蘭價值21億美元的安全援助，包括防空和彈藥能力。
比利时宣布将向乌克兰提供价值3240万欧元的105毫米口徑炮弹。

## 6月10日
烏克蘭軍方表示，南部的黑海港口城市敖德薩凌晨遭俄羅斯無人機攻擊，成功擊落數架無人機，但殘骸墜落引發火勢，3名民眾喪生，27人受傷包括3名兒童。波尔塔瓦州一個機場遭到導彈襲擊，機場因此受損。哈爾科夫州遇襲，有1人死亡。胡利亞伊波萊一家醫院遭到俄羅斯炮擊，造成2人死亡。
烏克蘭總統澤倫斯基表示，對俄羅斯部隊的反攻行動正在進行中。烏克蘭軍事發言人則表示，過去一天已在烏克蘭東部巴赫姆特巿附近的前線諸多區段取得斬獲，最多反攻達1400米。
俄羅斯國防部表示，烏克蘭軍隊在過去 24 小時內繼續對頓涅茨克以南、扎波羅熱地區以及東部城市巴赫穆特地區發動襲擊，但並未成功。此外，俄羅斯國防部要求，在烏克蘭作戰的四十多個「志願者編隊」和私人軍事團體在7月1日前與國防部正式簽署僱傭合同，紹伊古稱，此舉將「給予志願者編隊必要的法律地位」，並為他們的工作創造「統一的方法」。另外，俄羅斯副外長表示，如果不能滿足改善俄羅斯糧食和化肥的出口要求，俄羅斯將退出黑海糧食協議。 
烏克蘭國家核電公司表示，已將札波羅熱核電廠最後一座運行中的反應爐轉成「冷停機」狀態，雖然新卡霍夫卡水壩潰堤對核電站並沒受到直接威脅，但導致水庫無法再提供冷卻用水協助核能反應爐降溫。
加拿大總理特魯多訪問基輔，會見總統澤連斯基，發表聯合聲明以示支持，並宣布向基輔提供價值5億加元的軍事援助。
德國總理朔爾茨表示，計劃很快就會與俄羅斯總統普京通話，呼籲他從烏克蘭撤軍。

## 6月11日
烏克蘭軍隊宣布，重新控制位於巴赫穆特以北蘇勒達爾市附近的波拉赫達特涅鎮、涅斯庫奇涅以及莊馬克耶夫卡，俄羅斯軍隊亦已從波拉赫達特涅撤出。另外，烏克蘭國防部副部長表示，俄羅斯軍隊炸毀烏克蘭南部卡科夫卡水壩，目的是為了阻止烏克蘭軍隊在南部赫爾松地區推進攻勢。此外，烏克蘭赫爾松州長表示，新卡霍夫卡大壩遭炸毀，烏克蘭政府在受災地區持續救援，在從俄羅斯控制區撤退到烏克蘭控制區的路途中，俄軍故意破壞救援工作，砲擊3艘護送長者的小船，船上幾乎都是長者與行動不便的人，造成3死10傷。
俄羅斯國防部表示，烏克蘭共出動六艘無人駕駛船隻，向執行任務的黑海艦隊一艘艦艇發動攻擊，但所有烏方船隻被摧毀，並無造成傷亡，當時俄軍黑海艦隊船隻正執行防衛輸氣管道的任務。另外，俄羅斯國防部表示，部隊在赫爾松地區擊落一架烏克蘭蘇-25戰鬥機。俄羅斯卡盧加州州長沙普沙表示，兩架無人機在朱可夫區斯特列爾科夫卡村附近墜毀，無人受傷，該處距離俄羅斯首都莫斯科僅約130公里。
俄羅斯和烏克蘭進行新一輪換俘，包括94名俄籍戰俘以及95名烏籍戰俘，當中烏籍戰俘包括國民警衛隊和邊防警衛隊成員，他們曾在馬裡烏波爾市和切爾諾貝利核電站附近參與戰鬥。
俄羅斯僱傭兵組織瓦格納集團領袖普里戈津表示，瓦格納不會與俄羅斯國防部簽署任何合同，批評俄羅斯國防部正試圖將所有「志願」團體置於其管轄之下。

## 6月12日
烏克蘭頓涅茨克州長表示，阿夫迪夫卡的一棟住宅樓遭遇空襲，兩人受傷。烏克蘭扎波羅熱官員表示，俄羅斯向扎波羅熱地區奥里希夫小鎮發動襲擊，該處距離前線約八公里，住宅和通訊設備被三枚炸彈破壞，造成至少1人死亡，1人受傷。 
烏克蘭軍方表示，成功解放頓內茨克地區村莊斯托羅熱夫，並已經從頓涅茨克地區的指線城鎮韋利卡諾沃西爾卡向南已推進5到10公里，亦解放扎波羅熱地區村莊新達里夫卡及洛布科韋。另外，部隊正於前線地區進行激烈戰鬥，過去一天，在東部城鎮巴赫穆特附近和南部阿瓦迪夫卡和馬林卡附近發生25場戰鬥，在盧甘斯克地區比洛霍里夫卡附近亦發生25場戰鬥。 烏克蘭副國防部長馬利亞爾表示，連日反攻，烏克蘭分別在頓涅茨克地區和扎波羅熱地區收復七座村莊，包括羅波科沃、列瓦德涅和諾佛達理夫卡等，重新掌控的領土面積達到90平方公里。
烏克蘭軍隊指控，俄軍摧毀位於頓內茨克莫克里亞利河的一座小型水壩，以減緩基輔的反攻行動。
俄羅斯國防部表示，擊退烏克蘭軍隊在頓涅茨克和扎波羅熱地區的反攻，並使用海上發射的遠程精確武器對烏克蘭軍隊預備役地點發動攻擊。
俄羅斯車臣特種部隊「阿赫馬特特種兵團」表示，已經與俄羅斯國防部簽署合約，並指阿赫馬特在過去15個月的戰鬥中準備和派遣「數萬名志願軍」到烏克蘭。
烏克蘭總統澤連斯基正式簽署法案，將5月8日定為戰勝納粹德國的二戰勝利紀念日，並且在上個月簽署法令，將5月9日定為歐洲日，改變以往與俄羅斯相同的安排。
美国打算再向烏克蘭提供大约20多辆M2布雷德利和史崔克裝甲車。美国已经向乌克兰提供了约90辆史崔克裝甲車和109辆M2布雷德利。在2023年烏克蘭反攻中，约有16辆M2布雷德利被毁。美国還打算向烏克蘭的HIMARS和NASAMS系统提供更多弹药。

## 6月13日
烏克蘭中部第聶伯羅彼得羅夫斯克州州長表示，俄羅斯在凌晨前對城市克里维里赫發動「大規模導彈襲擊」，造成12人死亡，28人受傷，並破壞民用基礎設施。基輔和哈爾科夫也遭到襲擊，當中包括14枚巡航导弹和4架伊朗制無人機，乌克兰方面表示他們击落了10枚巡航导弹和1架伊朗制造的无人机。烏克蘭頓涅茨克地區州長表示，俄羅斯對當地發動炮擊，造成一人死亡，5人受傷。 赫爾松州比洛澤爾卡亦遭到俄軍炮擊，導致1人死亡。蘇梅州有7人因俄羅斯方面的炮擊而死亡。
俄佔盧甘斯克、俄佔扎波羅熱的託克馬克和梅利託波爾均發生多次爆炸。此外，俄羅斯庫爾斯克地區州長表示，當地清晨遭到烏克蘭砲擊，造成房屋受損，天然氣和電力供應中斷。另外，俄羅斯國防部發佈片段，展示俄羅斯軍隊繳獲由德國製造的豹式坦克，以及由美國製造的布拉德利戰車，國防部亦表示，部隊擊退烏克蘭在頓涅茨克地區南部的三個村莊附近發動的襲擊。
俄羅斯總統普京表示，自反攻開始以來，烏克蘭已經損失西方供應的25%至30%的軍用車輛，包括160辆坦克和360多辆其他装甲车，俄罗斯则损失了54辆坦克，烏克蘭的人員損失是俄羅斯的10倍，亦表示俄羅斯需要打擊敵方特工，並改善其對本國領土深處襲擊的防禦，但沒有必要與烏克蘭一樣宣佈戒嚴。
俄羅斯媒體報道，烏克蘭在扎波羅熱南部前線發射導彈，導致俄軍第35聯合軍參謀長格里亞喬夫少將死亡。
荷蘭國防部長表示，荷蘭皇家空軍將於2023年夏天起為首批烏克蘭飛行員，提供駕駛F-16A戰鬥機的訓練。另外，德國國防部長表示，準備在今年年底前向烏克蘭運送一百多架「豹1A5」坦克。

## 6月14日
烏克蘭軍方表示，俄羅斯對敖德薩發動導彈襲擊，防空部隊擊落兩枚巡航導彈。襲擊破壞多個民用基礎設施，包括商業中心、教育機構、住宅區、餐館和商店，造成3人死亡，至少13人受傷。另外，頓涅茨克州長表示，俄羅斯清晨對克拉马托尔斯克和科斯蒂安蒂尼夫卡的襲擊中，造成4人死亡，另有三人受傷，並導致克拉马托尔斯克至少有20多棟房屋被損壞，而科斯蒂安蒂尼夫卡的50多棟房屋被毀。扎波罗热州和切尔尼戈夫州也遭到俄軍炮擊，共造成2人死亡。
俄佔赫爾松新卡霍夫卡市政府称，新卡霍夫卡的一个住宅区遭到乌克兰军队炮击，造成一人受伤。
乌克兰武装部队总参谋部表示，自2022年2月以来，俄罗斯在乌克兰损失了217,330名士兵，其中6月13日當天俄羅斯就有680人伤亡，另外俄羅斯還損失3,943辆坦克、7,653辆装甲战车、6,482辆汽车和燃料罐、3,783套火炮系统、603套多管火箭系统、364套防空系统、314架飞机、300架直升机、3,324架无人机和18艘船。另外，烏克蘭国防部副部长表示，乌克兰的反攻行动取得「部分」成功，烏克蘭軍隊在巴赫穆特附近的多個地區推進200-500米，並向扎波羅熱方向推進300-350米。
俄羅斯國防部表示，烏克蘭軍隊在過去24小時內試圖對南頓涅茨克、扎波羅熱和頓涅茨克前線發起進攻，但沒有成功，更表示烏克蘭軍隊在人員和裝備方面損失慘重。另外俄羅斯國防部表示，部隊在夜間襲擊中瞄准烏克蘭武器庫、預備役部隊和外國雇傭軍。另外，俄羅斯國家杜馬表示，已投票立法允許國防部與涉嫌或被定罪的罪犯簽署在烏克蘭作戰的合同。
俄羅斯國防部轄下傳媒報道，參與特別軍事行動的俄羅斯車臣部隊「二把手」指揮官亞當·傑利姆漢諾夫受傷，傑利姆漢諾夫同時是俄羅斯國家杜馬議員，車臣部隊領袖拉姆贊·卡德羅夫則呼籲烏克蘭情報部門提供有關傑利姆漢諾夫位置的資料，並表示暫時未能聯絡傑利姆漢諾夫。但其後克里姆林宮表示，對未經證實的報道表示擔憂，而當天稍後時間卡德羅夫表示，傑利姆漢諾夫仍然生存，反駁斥被殺或受傷的報道。
俄羅斯雇傭兵組織瓦格納集團領袖普里戈任重申，瓦格纳士兵不会与俄羅斯国防部签订合同。
烏克蘭駐澳洲大使表示，烏軍已派員前往澳洲皇家空軍威廉鎮基地，為澳方擬提供、現正於該基地封存的F/A-18A/B進行實地評估。

## 6月15日
烏克蘭聶伯彼得羅夫斯克州州長表示，俄羅斯巡航導彈擊中克里維里赫兩個工業區，導致天然氣管道破裂，1人死亡，1人受傷。烏克蘭軍方則表示，俄羅斯發射四枚巡航導彈，其中一枚導彈被防空系統摧毀。烏克蘭南部軍事指揮部表示，俄羅斯使用無人機攻擊當地，所有20架無人機被防空部隊擊落。赫爾松州澤萊尼夫卡遭到俄軍炮擊，造成1名老婦身亡。
俄佔克里米亞官員表示，俄羅斯軍隊在克里米亞擊落九架來自烏克蘭的無人機，沒有造成任何傷亡。另外，俄羅斯防空部隊表示，攔截五枚美國製的HIMARS導彈，並擊落25架無人機以及打擊烏克蘭境內的無人機生產基地。
烏克蘭軍方表示，烏軍發動的反攻行動遭遇俄羅斯軍隊強力抵抗，但仍然有所斬獲，包括在烏克蘭東部城市巴赫姆特一帶推進數公里，奪回超過100平方公里的國土，並沿莫克里亞利河推進了7公里，在小托克馬奇卡附近推進了3公里。
俄羅斯中央選舉委員會確定將在9月10日在吞併的四個烏克蘭地區舉行選舉，與俄羅斯其他地區的投票日期相同，有關選舉將產生俄佔頓涅茨克、俄佔盧甘斯克、俄佔扎波羅熱和俄佔赫爾松的州長。
挪威國防部長及丹麥代理國防部長共同宣布，兩國將向烏克蘭額外捐贈9000發火炮。另外，美國聯同英國、荷蘭和丹麥向烏克蘭提供國防裝置，包括數百枚導彈。
马里乌波尔围城战期间被俘的22名亚速營成员在罗斯托夫受審。為阻止烏克蘭發動越境襲擊，俄羅斯在別爾哥羅德州部署車臣部隊。
瑞典政府批准向烏克蘭提供第12批、價值2.5億瑞典克朗的軍事援助，包括為飛行員提供駕駛JAS 39獅鷲戰鬥機的訓練。
丹麥政府宣佈自同年8月起，為烏克蘭飛行員提供駕駛F-16的訓練，預計需時半年完成。
烏克蘭國家預防腐敗局將科瑞油气列入國際戰爭贊助商清單中。

## 6月16日
烏克蘭空軍防空部隊表示，在尼古拉耶夫地區擊落兩桇俄羅斯無人機，此外，赫爾松地區新貝里斯拉夫遭到俄羅斯炮擊，造成一對夫婦死亡，俄軍亦分別炮擊頓涅茨克地區以及扎波羅熱地區合共造成2人死亡，12人受傷。另外，烏克蘭空軍在首都基輔擊落六枚匕首導彈、六枚巡航導彈和兩架偵察無人機，導致兩名兒童和一名老婦受傷，30多所房屋受損。赫尔松遭襲，造成23人受傷。
俄羅斯國防部表示，在過去24小時內擊退烏克蘭軍隊在不同前線地點的多次反攻，並對烏軍部隊造成重大損失，約500名烏克蘭士兵死亡，摧毀5輛坦克。
俄羅斯總統普京表示，首批戰略核武器已運抵白俄羅斯，強調在俄羅斯聯邦受到威脅時才會動用，並聲稱俄羅斯將擁有比北約國家更多的核武器。俄羅斯克里姆林宮消息指，總統普京已經接受土耳其總統埃爾多安的邀請「很快」訪問土耳其，若成行將是普京自2022年下令入侵烏克蘭以來首次訪問北約國家。
南非總統西里爾·拉馬福薩、塞內加爾總統麦基·萨勒、贊比亞總統哈凯恩德·希奇莱马、科摩羅總統阿扎利·阿苏马尼、埃及總理穆斯塔法·馬布里率領的和平代表團到訪烏克蘭，並烏克蘭總統澤連斯基會面。
北約秘書長斯托爾滕貝格於北約成員國防長會議上表示，成員國已開始為烏克蘭飛行員提供駕駛F-16的訓練。另外，德國國防部長在參與北約成員國防長會議時表示，盟國可能準備好在北約立陶宛峰會前幾周為烏克蘭加入掃除障礙。同時德國宣佈向烏克蘭提供64枚爱国者导弹。瑞典國防部表示，將提供烏軍裝備和後勤援助，總價值約等於2.5億瑞典克朗，其中包含訓練烏軍使用和駕駛瑞典生產的獅鷲戰機，以及RBS70便攜式防空飛彈、CV90裝甲戰鬥車、STRV-122主戰坦克等。

## 6月17日
烏克蘭武裝部隊總參謀部表示，俄羅斯對烏克蘭發動37次空襲，並將重點放在東北部對巴赫穆特市的攻擊上。烏克蘭內政部表示，俄羅斯炮擊赫爾松地區，造成2人死亡，25人受傷，包括三名兒童。哈爾科夫地區州長表示，俄羅斯導彈襲擊該州一個村莊，導致四人死亡。 
俄羅斯布良斯克地區州長表示，防空系統擊落烏克蘭武裝部隊對諾沃日布科夫區德魯日巴煉油廠的襲擊，當中包括三架無人機。
俄羅斯國防部長承認，西方硬體的幫助下烏克蘭在南部和東部的進攻，使軍隊正遭受坦克短缺的困擾，需要增加生產。
烏克蘭軍方表示，俄羅斯在盧甘斯克地區的新沃舍利夫斯克和比洛霍里夫卡，以及哈爾科夫地區的別列斯托韋方向的攻勢「失敗」，在頓涅茨克地區附近城鎮的攻勢亦被阻止。烏克蘭空軍則表示，對俄羅斯基地進行九次打擊，並摧毀一個防空導彈系統。此外，烏克蘭國防部副部長表示，軍隊正在「積極行動」，以推進該國南部的反攻，並表示已經取得戰術上的成功，正在逐漸向前邁進，在每個方向的推進最多2公里。另外，烏克蘭地面部隊司令表示，東部的局勢仍然「緊張」，需要調整針對俄羅斯軍隊的持續反攻計劃。
南非總統西里爾·拉馬福薩、塞內加爾總統麥基·薩勒、尚比亞總統哈凱恩德·希奇萊馬、葛摩總統阿扎利·阿蘇馬尼率領的和平代表團到訪俄羅斯，並與俄羅斯總統普京會面，烏干達、埃及和剛果共和國的領導人並沒有一同前往俄羅斯，僅派代表參加。會議期間普京表示，俄羅斯過去一年允許從黑海港口輸出的烏克蘭榖物，對緩解非洲的糧食高價困境毫無幫助，榖物大多送到富裕國家。在兒童問題方面，普京表示將烏克蘭兒童送到俄羅斯，是從衝突地帶中把他們救出來，拯救他們的生命。
俄羅斯總統普京在與非洲代表團會面時表示，俄羅斯從未拒絕與烏克蘭方面談判，但受到基輔當局阻撓。普京亦向非洲代表團展示一份俄烏雙方簽署的秘密協議《烏克蘭中立和安全保障條約》的草案，但普京指責基輔方面「出爾反爾」，雙方在2022年3月簽署協議草案之後，俄軍按照協議規定從基輔附近撤離，烏克蘭隨後卻拒絕承認協議。草案規定，烏克蘭需要將「永久中立」寫入憲法，承諾不從事「有悖於永久中立地位的活動」。俄羅斯、美國、中國、法國和英國被列為「擔保人」，確保「永久中立」的地位在國際層面得到尊重。草案附錄亦涉及俄烏兩國對於烏克蘭武裝部隊規模的意見。莫斯科提議將烏克蘭的軍事人員限制在8.5萬人，國民警衛隊人數限制在1.5萬人，並允許烏克蘭擁有342輛坦克、1029輛裝甲車、96套多管火箭發射系統、50架戰鬥機和52架輔助機型。基輔則要求保留更多軍事力量，提議將烏克蘭武裝部隊的規模保持在25萬人，允許擁有800輛坦克、2400輛裝甲車、600多管火箭發射系統、74架戰鬥機和86架輔助機型。

## 6月18日
烏克蘭總參謀部表示，空軍連日來實施14次空襲，打擊敵方人員駐紮地區，並表示摧毀對方兩個防空導彈系統，並在過去一天使用導彈或大炮攻擊敵方3個控制點、5個彈藥庫和3個炮兵部隊。此外，烏克蘭重奪扎波羅熱地區的皮亞季哈特基村。另外，烏克蘭敖德薩軍事管理局表示，烏克蘭軍隊在赫爾松南部地區俄羅斯佔領的港口城市海尼切斯克附近摧毀一個「非常重要」的彈藥庫。
俄羅斯國防部表示，部隊在前線的三個部分擊退烏克蘭的一系列襲擊，並表示烏克蘭在扎波羅熱地區反攻最為激烈，烏軍在這些地區損失1,000餘人，單日內遭受巨大損失，並表示在南頓涅茨克和扎波羅熱方向損失800多名烏克蘭士兵、20輛坦克、4輛步兵戰車和15輛裝甲戰車。另外，一名俄罗斯任命的俄佔區官員證實，烏克蘭軍隊奪回扎波羅熱地區的皮亞季哈特基村，但形容烏軍隊遭受「巨大損失」，當地是在「數百名」烏克蘭士兵喪生下被烏克蘭奪回，而烏克蘭軍方未有回應。此外，俄羅斯國防部發言人表示，在6月16日，部隊使用高精度遠程海基和空基武器對烏克蘭武裝部隊的一個決策中心發動集體打擊。
英國國防部評估，現時在扎波羅熱、頓涅茨克西部和巴赫穆特周邊地區正進行激烈戰鬥，雙方的傷亡數目都十分高，其中俄羅斯的損失可能是自3月份巴赫穆特戰役高峰期以來最高。
歐盟內部市場專員蒂埃里·佈雷頓表示，歐盟正在加快向烏克蘭運送武器，以支持對俄軍的反攻。
聯合國表示，俄羅斯拒絕聯合國向受卡霍夫卡大壩決堤洪水影響的居民提供幫助的提議，並敦促俄羅斯按照國際人道主義法規定的義務行事，聯合國烏克蘭人道主義協調員表示，不能拒絕向有需要援助的人提供援助。

## 6月19日
烏克蘭空軍表示，連夜擊落4架無人機和4枚巡航導彈，並指巡航導彈從黑海一艘潛艇發射的，而無人機則是從亞速海東海岸發射。另外，烏克蘭赫爾松政府表示，俄羅斯軍隊炮擊赫爾松南部地區的貝里斯拉夫區，造成三名平民受傷：至少有7棟住宅和一棟行政大樓受損。
俄羅斯別爾哥羅德地區州長表示，烏克蘭發動無人機襲擊，瓦盧伊斯克市區和巴爾基村均受到破壞，造成7人受傷，包括一名兒童。
烏克蘭國防部副部長表示，烏克蘭已經奪回扎波羅熱州南部地區的派特科哈特村，累積奪回113平方公里的領土。另外，國防部副部長表示，俄羅斯已向烏克蘭東部前線部署更多部隊，以努力向萊曼和庫皮安斯克推進並奪取主動權。
俄羅斯國防部表示，在烏克蘭展開反攻試圖奪回被俄羅斯控制的領土之際，俄羅斯軍隊擊退了烏克蘭方面發動的多次進攻，包括在頓涅茨克市以西等地區擊退4次襲擊，在扎波羅熱和頓涅茨克以南的3個地區擊退2場襲擊。另外，俄羅斯國防部表示，部隊挫敗烏克蘭奪取頓涅茨克東部地區新多涅齊克村的企圖。
俄羅斯聯邦安全局表示，挫敗一系列針對俄佔烏克蘭領領土官員的「破壞和恐怖主義陰謀」，襲擊的目標是俄羅斯執法官員和俄佔扎波羅熱官員，並在調查中逮捕一名婦女，指控其涉及恐怖主義和非法持有爆炸物。此外，克里姆林宮表示，出於安全考慮和「其他細微差別」，俄羅斯決定拒絕聯合國在卡霍夫卡大壩決口洪水泛濫地區提供幫助。另外，俄羅斯僱傭兵組織瓦格納集團領袖普里戈津表示，部隊大多數的作戰任務已告一段落，約有3萬2千名曾經是囚犯的瓦格納成員獲得赦免，已返回俄羅斯。
英國國防部表示，俄羅斯軍隊已經開始從第聶伯河東岸撤離，以加強巴赫穆特和扎波羅熱周邊的防禦，並表示這可能因為莫斯科認為，由於卡霍夫卡大壩已經倒塌，烏克蘭不太可能發動跨河襲擊。
北大西洋公約組織秘書長史托騰柏格表示，北約領導人7月中旬在立陶宛首都維爾紐斯舉行峰會時，不會邀請烏克蘭加入北約。
法國總統馬克龍表示，由法國和意大利聯合製造的SAMP/T中程地對空防禦系統已經交付烏克蘭，目前這一系統在烏克蘭處於可以使用操作的狀態。
丹麦国防部宣布向乌克兰提供价值约32亿美元的军事援助。

## 6月20日
烏克蘭全國廣泛地區在午夜至凌晨時分，遭到俄羅斯襲擊，包括首都基輔和靠近波蘭邊境的西部城市利沃夫，基輔政府表示，俄軍發動大規模無人機襲擊，烏軍擊落大約二十幾架無人機，西部利沃夫政府亦表示，「關鍵基礎設施」被擊中並被縱火焚燒，但沒有人受傷，南部位於前線扎波羅熱、尼古拉耶夫地區以及赫爾松地區，分別遭到7枚S-300導彈以及無人機襲擊，令電力線路遭切斷，合共造成1人死亡。烏克蘭國家電視廣播公司報道，俄羅斯昨天炮擊扎波羅熱地區19個定居點，在奧里科夫造成一人受傷。烏克蘭空軍表示，擊落俄羅斯來襲的35架無人機中的32架。 乌克兰军方表示摧毁了46台俄罗斯军事装备，并在南部前线消滅了5个俄罗斯连队。
俄佔扎波羅熱官員表示，6月18日一輛載有俄佔扎波羅熱官員的汽車在俄控克里米亞的辛菲羅波爾爆炸，俄佔扎波羅熱副州長弗拉基米爾·埃皮法諾夫和其他兩名乘客受傷。俄佔赫爾松官員表示，烏克蘭軍隊用無人機襲擊赫爾松南部地區被俄羅斯佔領的新卡霍夫卡，造成4人受傷，1人死亡。
俄羅斯國防部長紹伊古表示，自6月4日以來，烏克蘭對俄羅斯發動263次襲擊，並指烏克蘭計劃使用海馬斯和暴風影導彈襲擊克里米亞。俄羅斯安全部隊以涉嫌從事間諜活動在卡巴爾達-巴爾卡爾地區拘留一名烏克蘭公民的非法活動，並指該名烏克蘭人根據烏克蘭安全部門的指示，收集並向情報官員移交軍事資訊。俄羅斯外國情報局表示，呼籲烏克蘭外交使團和駐國際組織代表處的僱員叛逃到莫斯科，如果覺得要對祖國的命運負責，確保歐洲的和平與穩定，並且受到基輔罪惡政權的壓力，導致烏克蘭發生國家災難，請來莫斯科，在這你和你的親人將得到安全保證。俄羅斯国家杜马通過一項法律，赦免自愿加入在乌克兰作战的俄罗斯军队的罪犯。
烏克蘭總統辦公室主任表示，俄羅斯軍隊向赫爾松被淹地區清理泥漿的救援人員炮擊，造成一人死亡，7人受傷，其中六人情況嚴重。烏克蘭戰略工業部副部長表示，基輔正在與德國、義大利、法國和東歐的製造商就在烏克蘭生產武器的問題進行談判，以增加包括無人機在內的武器產量，並將在未來幾個月內簽署合同協議。 烏克蘭國防部表示，在2023年，歐盟將為烏克蘭軍事援助團計劃訓練3萬名烏克蘭武裝部隊人員，包括領土防衛部隊士兵。
美国国防部表示，其高估了过去两年中援助乌克兰的武器价值，较实际价值多计算了62亿美元。
欧盟委员会向成员国提议批准500亿欧元未来4年内援助乌克兰的计划。

## 6月21日
烏克蘭武裝部隊總參謀部發言人表示，烏軍正在向扎波羅熱州南部的梅利託波爾和貝爾迪安斯克取得一些進展，並且繼續阻止俄羅斯軍隊在東部的推進，在頓涅茨克地區的萊曼附近發生「特別激烈的戰鬥」。頓涅茨克州波克羅夫斯克遭到導彈襲擊，造成四人受伤。乌克兰军方声称击落了一架俄罗斯Mi-24雌鹿直升机。
俄羅斯莫斯科州州長表示，兩架無人機在接近莫斯科附近的軍事倉庫時被擊落，並沒有損壞或傷亡，俄羅斯國防部表示，部隊挫敗烏克蘭無人機對莫斯科地區的襲擊，三架無人機被擊落。
俄罗斯总统普京表示，乌军损失惨重，攻势已陷入停滞状态。俄罗斯国防部表示，俄军在过去一天内击毙835名乌克兰军人。其中乌军在南顿涅茨克和扎波罗热方向一天内损失了200名军人、8辆坦克、6辆步战车和13辆装甲战车。乌克兰方面表示，自反攻开始以来已拿下8个地区。烏克蘭總統澤連斯基接受英國廣播公司訪問時表示，現時烏克蘭的反攻「慢於預期」，更指「有些人認為「反攻」是一部好萊塢電影，期待結果，但事實並不是。」
俄羅斯聯邦調查局調查委員會主席表示，在盧甘斯克和頓涅茨克地區部分俄控地區運作的法院，一直審理被俘的烏克蘭軍人，在馬里烏波爾和其他定居點解放之後，不少烏克蘭「民族主義者」投降，當地法院已對30多名被告定罪，並判處他們長期監禁，部分人更被判處無期徒刑。俄羅斯總檢察長，指責世界自然基金會俄羅斯分支機構，對能源、石油和天然氣行業發動「有傾向性」的運動，旨在「束縛」俄羅斯的經濟發展，宣布將世界自然基金會當地分會列為「不良組織」，是繼2023年5月綠色和平俄羅斯分支機構被取締後，第二個環保組織被取締。
歐盟通過實施針對俄羅斯的第11輪制裁措施，旨在阻止其他國家和公司規避現有制裁措施，包括可能向俄羅斯出售敏感兩用商品和技術的第三國銷售，以及參與將烏克蘭兒童非法驅逐至俄羅斯的個人。拉脱维亚总理宣布，該國將向烏克蘭提供武裝直升機。
第一屆烏克蘭重建會議在英國倫敦舉行，英國首相宣佈向烏克蘭提供新的30億美元財政支持計劃。歐盟委員會主席馮德萊恩提議歐盟設立一項新的500億歐元貸款，以支持烏克蘭的重建。美國國務卿安東尼·布林肯宣佈一項新的13億美元援助計劃，以滿足烏克蘭的能源和基礎設施需求。
聯合國更新了關於海外烏克蘭難民人數的信息，截至2023年6月6日，烏克蘭的難民總人數為628萬，主要集中在歐洲，共有593.5萬人，其中在德國有169.7萬人，波蘭有99.2萬人。聯合國人權辦公室（UNCHR）則在其最新統計中報告表示，捷克是歐洲第三大烏克蘭難民收容國，有34.17萬難民。

## 6月22日
烏克蘭方面表示，俄羅斯在午夜至凌晨襲擊中發射巡航導彈，彈道導彈及無人機，防空系統擊落襲擊中發射的4架無人機中的3架，另外，空襲涉及3枚高超音速導彈和3枚巡航導彈，敖德薩地區政府發言人表示，無人機在烏克蘭西南部敖德薩的黑海地區被擊落，但其中一架擊中一座倉庫。克里維羅格地區政府表示，俄羅斯導彈襲擊損壞當地至少10所房屋。俄羅斯在烏克蘭境內10個州的襲擊共造成13人受傷。俄羅斯在恰西夫亚尔的襲擊造成1人死亡。
俄控地區兩名官員表示，烏克蘭軍隊對連接俄控赫爾松地區和克里米亞的瓊加爾大橋進行導彈襲擊，發射4枚暴風影導彈，導致道路損壞，但已轉用另一條路線，沒有人員傷亡報告。
烏克蘭總統澤連斯基表示，烏克蘭情報機構接獲情報顯示，俄羅斯正考慮對扎波羅熱核電站發動「恐怖」襲擊。另外，澤連斯基签署了一项法律，禁止从俄罗斯和白俄罗斯进口书籍。
俄羅斯國防部長謝爾蓋·紹伊古表示，烏克蘭軍隊正在減少前線的活動並重組，但仍有可能採取進攻行動。另外，俄羅斯僱傭兵組織瓦格納集團領袖普里格津指責俄羅斯國防部長和總參謀長向普京隱瞞俄羅斯在前線非常嚴重的損失，就俄羅斯在烏克蘭的損失和挫折程度向普京和俄羅斯人民撒謊。
烏克蘭國家安全局逮捕了一名尼古拉耶夫居民。他被控將乌克兰军车位置透露給格鲁乌，并引導俄罗斯軍隊向一个船厂开火，造成6人受伤，数间房屋受损。
欧盟宣布向乌克兰提供15亿欧元的财政援助。
联合国将俄罗斯列入全球犯罪者名单，並指，在过去一年中，乌克兰有477名儿童死亡，大部分是在空袭中遇難。其中136人的死亡是由俄罗斯军队造成，而80人的死亡是由乌克兰军队造成，其余則无法确定，另有909名兒童受傷，其中518人是俄軍所傷，175人為烏克蘭軍隊所傷。秘書長古特瑞斯在表示：「俄軍及其附屬武裝組織大舉襲擊學校、醫院和受保護人員，造成大量兒童遇害和受傷，對此感到特別震驚。」 

## 6月23日
烏克蘭東北地區軍事行政部門表示，俄羅斯軍隊炮擊烏克蘭蘇梅地區的九個社區，合共聽到超過147起爆炸聲，並對該地區進行21次炮擊，造成一人受傷，並損壞一座水塔、住宅樓和其他房屋。另外，赫爾松州長表示，在俄羅斯對赫爾松地區的襲擊中，至少有兩人死亡，數人被送往醫院。
俄羅斯通訊社Tass報道，烏克蘭軍隊炮擊扎波羅熱南部，造成1死1傷。俄羅斯庫爾斯克州長表示，防空火力在烏克蘭邊境附近的俄羅斯南部城市庫爾斯克上空擊落一架無人機，沒有提到任何損壞或傷亡，但要求居民避免任何倒塌的碎片。俄羅斯別爾哥羅德地區州長表示，烏克蘭軍方在過去24小時內發射多枚炮彈，向謝季諾夫卡村發射九枚炮彈，向朱拉夫列夫卡村發射四枚炮彈，炮擊沒有造成任何人受傷，也沒有造成任何損壞。俄佔頓涅茨克烏爾祖夫的陸軍基地發生爆炸，烏克蘭軍方表示，瞄準烏爾祖夫的幾個俄羅斯軍事設施和裝置，包括坦克、火炮、雷達系統和彈藥庫發動攻擊，導致俄羅斯軍隊造成重大傷亡和破壞。
乌克兰空军表示擊落13枚巡航导弹，一架无人机及一架ka-52攻擊直升機，其中13枚巡航導彈的目標是赫梅利尼茨基地區的一個軍用機場。另外，烏克蘭國防部副部長表示，在東部庫皮安斯克和萊曼方向進行非常激烈的戰鬥，但成功阻止敵人進攻。
俄羅斯聯邦安全局拘留五人，聲稱他們試圖代表一名烏克蘭公民以350萬美元的價格購買1公斤放射性銫-137。
歐盟已同意對俄羅斯實施第11輪制裁，包括禁止對第三國出口，幫助克里姆林宮規避現有的鎮壓。俄羅斯隨即迴應歐盟實施新制裁的決定，禁止更多歐洲官員入境。
俄羅斯僱傭兵組織瓦格納集團領袖普里戈任質疑俄羅斯入侵烏克蘭的理由，批評該國軍事高層「欺騙」俄羅斯社會，認為在2022年2月24日前夕，沒有什麼特別的事情發生，質疑俄羅斯國防部試圖欺騙公眾和總統，並編造烏克蘭方面瘋狂的侵略程度，令整個北約集團一起攻擊俄羅斯。同日晚上，普里戈任在Telegram上發布一系列語音信息，揚言將進軍莫斯科，向俄羅斯國防部長紹伊古等人復仇，令各界猜測俄羅斯是否出現一場政變。而俄羅斯軍方開始加強安保的行動，軍方的裝甲車和士兵正在夜間的城市街頭巡邏，通往莫斯科的道路上已經設置俄軍檢查站，國家杜馬和紅場等地出現巡邏的裝甲車和其他軍車。克里姆林宮表示，總統普京已經知悉事件。其後，普里戈任再度發放訊息，指控莫斯科軍事領導階層下令襲擊瓦格納集團兵營，造成2000名僱傭兵死亡，並誓言報復。而俄羅斯國防部否認襲擊，斥普里戈津散布挑釁謠言。

## 6月24日
烏克蘭當局表示，首都基輔和東部城市哈爾科夫發生爆炸，面對俄羅斯的新導彈襲擊，該國處於高度戒備狀態。烏克蘭空軍表示，在午夜至凌晨的空襲中擊落51枚巡航導彈中的41枚俄羅斯導彈和兩架無人機。烏克蘭防空部隊在首都基輔周圍擊落20多枚導彈，碎片造成5人死亡，約有十人受傷。第聶伯羅彼得羅夫斯克東南部地區的官員表示，有八人受傷，其中兩人是兒童，幾棟建築被摧毀，第聶伯羅州長表示，防空部隊摧毀九枚導彈和三架無人機，但一個住宅建築和一個基礎設施物體被擊中。蘇梅州軍事管理局表示，俄羅斯軍隊炮擊蘇梅州的九個邊境社群，共記錄了204起爆炸事件，沒有傷亡報告。
烏克蘭武裝部隊總參謀部表示，自全面入侵開始以來，俄羅斯在烏克蘭失去223,910名士兵，估計6月23日有580人傷亡，另外，俄羅斯累積損失4,024輛坦克、7,804輛裝甲車、6,731輛汽車和燃料箱、4,015個火炮系統、619個多發火箭發射系統、383個防空系統、314架飛機、308架直升機、3,460架無人機和18艘船隻。另外，乌克兰武装部队总参谋部表示，在过去24小时内，俄军继续将主要兵力集中在红利曼、阿夫杰耶夫卡、马林卡等方向。乌军对俄军导弹系统、电子战系统等重要军事目标进行了打击，对俄军阵地进行了十余次空袭，还拦截了俄军导弹、无人机等目标。此外，烏克蘭通訊社報道，烏軍解放頓涅茨克地區克拉斯諾霍裡夫卡市附近的領土，該領土自2014年以來一直被親俄羅斯的分離主義者佔領。
俄罗斯国防部表示，俄空军使用高精度武器对乌军电子情报中心和军用机场的战机进行了多次打击，并在库皮扬斯克、红利曼、顿涅茨克、扎波罗热、赫尔松等方向击退了乌军多次进攻，摧毁了乌军存有暴风影导弹的仓库、燃料库、弹药库等目标。俄防空部队还拦截了乌军多架无人机。
俄羅斯僱傭兵組織瓦格納集團領袖普里戈任清晨表示，其部隊擊落一架俄羅斯直升機。另外，普里戈任表示自己做好為俄羅斯人民犧牲的準備，而且自己手上有2萬5千名士兵可用。此外，普里戈任聲稱已經控制頓河畔羅斯托夫市和沃羅涅日市所有軍事場所，並要求會面俄羅斯國防部長紹伊古。普里戈任回應總統普京的全國電視講話表示，在背叛祖國的問題上，總統普京「大錯特錯」，瓦格納集團熱愛祖國，一直在戰鬥，瓦格納的所有戰士不會應總統、聯邦安全局或者其他任何人的要求自首。 瓦格納集團聲稱合共擊落7架俄軍直升機和飛機。
俄羅斯總統普京發表全國電視講話表示，任何舉起武器對抗軍隊的人都是賣國賊，發起兵變者將遭受嚴厲懲罰，指責瓦格納集團正背刺整個國家，此外普京表示，將竭盡全力保護俄羅斯，俄羅斯武裝部隊「已獲得必要的命令」，並將採取果斷行動來穩定局勢，普京呼籲瓦格納集團停止犯罪行為。
俄羅斯塔斯社報道，俄羅斯國民警衛隊中央區已經進入緊急狀態，莫斯科最重要設施、國家政府機構及交通基礎設施都加強保安，俄羅斯聯邦安全局亦已經對普里戈任作出刑事訴訟，罪名是煽動武裝叛變。據俄羅斯官媒消息，瓦格納軍團已經佔領羅斯托夫的南部軍區大樓。俄羅斯防暴警察及俄羅斯聯邦國家近衛軍進駐聖彼得堡的瓦格納集團總部。俄羅斯軍用直升機向正前往瓦格納雇傭兵車隊開火。車臣領導人拉姆贊·卡德羅夫表示，其部隊已準備好鎮壓瓦格納雇傭軍集團領導人葉夫根尼·普里戈津的叛變，並將在必要時使用嚴厲手段。
俄羅斯莫斯科市長謝爾蓋·謝苗諾維奇·索比亞寧、莫斯科州州長安德烈·尤里耶維奇·沃羅比約夫宣佈當地進入反恐狀態另外，莫斯科市長宣布當地星期一為假期，以降低外出風險。罗斯托夫州州长呼籲市民要待在家中不要外出。M4公路顿河畔罗斯托夫至阿克赛路段全面封闭，禁止车辆通行。俄羅斯沃羅涅日地區州長表示，因應武裝叛亂，當地軍隊正在採取必要的軍事措施。俄羅斯西南部利佩茨克地區當局，敦促居民留在家中，另外俄羅斯利佩茨克省省長表示，瓦格納僱傭軍組織已進入該地區，利佩茨克地區位於莫斯科以南約360公里。
烏克蘭總統澤連斯基表示，任何「謊言」都無法掩蓋現時俄羅斯的混亂，武裝叛亂表現出的是俄羅斯全面的弱點。另外，澤連斯基在瓦格納集團宣布停止向莫斯科推進前，發表錄影講話，指兵變事件是俄羅斯總統普京自己一手造成，暴露他非一切都控制在手，並向俄羅斯所有土匪及僱傭兵等表明，他們可以輕易佔領俄羅斯的城巿，甚至軍火庫。澤連斯基又用俄語形容「那名來自克里姆林宮的男子」現在明顯非常害怕，可能躲藏起來不露面。
烏克蘭外交部長呼籲國際社會「放棄虛假的中立」，向烏克蘭提供所需的武器，以結束普京政權的「邪惡」，並表示那些曾指俄羅斯強大而不會輸的人，看看現在的俄羅斯。 烏克蘭國防部長表示，培訓烏克蘭飛行員駕駛F-16戰鬥機的國際計劃可能會在下個月開始。烏克蘭國防部副部長表示，俄羅斯持續的危機是「可預測和不可避免的」，更指莫斯科在烏克蘭的「爭取新土地運動」只會加劇俄羅斯的內部問題。
曾攻佔俄羅斯別爾哥羅德州的親烏軍事組織俄羅斯志願軍團宣佈將加入兵變一方，呼籲所有支持者採取積極行動，把握一個獨一無二的機會來決定我們自身，以及祖國俄羅斯的命運。另外，由白俄羅斯流亡人士組成，親烏武裝部隊卡利諾夫斯基團宣佈，向白俄人民發表起義宣言，目標在於推翻當今由盧卡申科領導的白俄羅斯政府，誓言讓傳統的「白紅白旗」回歸白俄羅斯。
白俄羅斯總統盧卡申科辦公室在當地時間晚上8:30左右表示，在俄羅斯總統普京同意下，白俄羅斯總統盧卡申科與俄羅斯僱傭兵組織瓦格納集團領袖普里戈任對話，雙方同意化解局勢，並停止在俄羅斯本土的瓦格納成員的活動，確保他們的安全。普里戈任亦發表錄音講話，表示為避免流血事件，瓦格納集團同意返回原本的駐紮地。

## 6月25日
烏克蘭當局總結25日俄羅斯在烏克蘭各地的襲擊，共10個州，包括頓涅茨克、蘇梅、切爾尼戈夫、哈爾科夫、赫爾松、扎波羅熱、尼古拉耶夫、敖德薩、第聶伯羅彼得羅夫斯克和盧甘斯克遭到俄軍攻擊，導致1名平民喪生，13人受傷。烏克蘭赫爾松州長表示，俄羅斯軍隊炮擊當地導致1人死亡。烏克蘭當局亦表示，俄羅斯午夜至凌晨炮擊第聶伯羅彼得羅夫斯克地區南部，導致1人受傷，損壞三棟房屋。烏克蘭軍方北方司令部表示，俄羅斯軍隊對切爾尼戈夫州和蘇梅州北部的邊境社區進行21次襲擊。
烏克蘭軍方表示在過去24小時內消滅720名俄羅斯軍人，烏克蘭國防部則表示，自入侵以來，合共有224,630名俄羅斯軍人死亡，更指在過去24小時摧毀6輛坦克、19個火炮系統、2個防空系統、41枚巡航導彈等軍事裝備。另外，烏克蘭東部部隊發言人表示，在過去24小時，烏克蘭軍隊在巴赫穆特周圍的南翼和北側推進600至1000米。
俄羅斯國防部表示，部隊擊退烏克蘭軍隊在頓涅茨克和扎波羅熱地區襲擊的企圖，並已經擊退在巴赫穆特地區的10起襲擊事件。
俄羅斯總統普京接受國營電視台訪問，指目前首要處理的是對烏克蘭的特別軍事行動，一直與國防部保持聯繫，有信心完成各項任務，未來一周亦會出席俄羅斯聯邦安全會議。普京簽署新法令，將每年9月3日的「二戰結束紀念日」，更名為「反日本軍國主義戰爭勝利紀念日暨二戰結束紀念日」，俄羅斯衛星通訊社報道，紀念日名稱的改動是反制日本聯同西方協助烏克蘭的措施之一。
俄羅斯僱傭兵組織瓦格納集團結束為期兩日的叛亂，開始撤出俄羅斯南部沃羅涅日和羅斯托夫，瓦格納領袖普里戈任亦會離開俄羅斯並搬到白俄羅斯，俄羅斯撤銷早前對其叛國的指控。
德國國防部表示，2023年年底前，將再向烏克蘭提供45門獵豹式防空砲車，其中15門預計在未來幾周內到達。
俄佔扎波羅熱當局在別爾江斯克擊斃了2名少年，俄佔當局表示他們是親烏克蘭的恐怖分子。

## 6月26日
烏克蘭方面表示，午夜至凌晨俄羅斯從南面發射3枚巡航導彈和8架無人機，其中2枚導彈和7架無人機被擊落，並從北面發射4架無人機，全部被擊落。烏克蘭武裝部隊空軍司令部發言人表示，敖德薩有1枚導彈和1架無人機擊中當地，沒有受傷報告。另外，俄羅斯軍隊亦向赫爾松和安東尼夫卡投擲被禁止的燃燒彈，引發火災，波爾塔瓦州奧利吉夫卡則在夜間被擊中，一人受傷。第聶伯羅彼得羅夫斯克州州長表示，在俄羅斯對尼科波爾的襲擊中，兩人喪生，另一人受傷。
俄羅斯國防部釋出影片顯示，俄羅斯國防部長紹伊古前往烏克蘭特別軍事行動西部軍區指揮中心視察，並會見西部軍區司令尼基福羅夫，親自檢閱參與烏克蘭軍事行動的俄羅斯部隊，是自上週末瓦格納集團兵變以來，首度現身公眾場合，但並未交代日期。此外，俄羅斯國防部表示，兩架俄羅斯蘇-27戰鬥機在黑海上空攔截三架企圖越黑海前往俄羅斯邊境的英國軍用飛機，被攔截的飛機是一架RC-135偵察機，以及兩架颱風戰鬥機。俄军打击了多辆乌军装甲车、M109自走砲及其他若干乌军装备和设施。俄防空部队拦截乌军多架无人机。。俄羅斯外交部長拉夫羅夫接受訪問時表示，俄羅斯安全部門正調查西方國家安全部門有否介入叛亂，並表示美國駐俄大使與俄方聯絡，稱事件為俄羅斯內部事務，與美方無關，希望俄方保障核安全。此外，俄羅斯總理米哈伊爾·米舒斯京表示，該國面臨「穩定挑戰」，在瓦格納叛變後必須保持團結支持總統弗拉基米爾·普京。
烏克蘭軍方表示在過去24小時內有950人俄羅斯軍人傷亡，烏克蘭國防部則表示，自入侵以來，合共有225,580名俄羅斯軍人死亡，累積損失4,031輛坦克、7,820輛裝甲戰車、6751輛汽車和燃料箱、4,055個火炮系統、624個多發火箭系統、385個防空系統、314架飛機、308架直升機、3482架無人機和18艘船隻。烏克蘭國防部副部長表示，自反攻開始以來，烏克蘭已經從南部前線的俄羅斯部隊手中奪回約130平方公里，亦表示在過去一週，南方的局勢沒有發生重大變化，但沿著包括萊曼、巴赫穆特、阿夫迪伊夫卡和馬林卡在內的前線東部，發生大約250起戰鬥衝突。另外，副部長表示，烏克蘭軍隊已將東南部頓涅茨克里夫諾波爾村（Rivnopil）從俄羅斯控制下解放。同時烏軍收復了克拉斯諾霍里夫卡附近的陣地，而這些陣地自2014年以來一直被親俄武裝佔領。
俄羅斯總統普京發表全國電視講話表示，社會已經團結起來，認為瓦格納集團的絕大多數成員都是愛國者，感謝他們調頭，避免進一步流血事件，對想去白俄羅斯的瓦格納成員保證，將信守承諾，強調無論如何叛亂都會被鎮壓，任何勒索和組織內部叛亂的企圖都會以失敗告終，並指發起者都意識到自己的行為屬於犯罪。另外，普京签署总统令，宣布俄罗斯将把针对俄石油和石油产品设置价格上限的反制措施延长至2023年12月31日。同時俄国防部长绍伊古前往俄佔乌克兰領土前線視察部隊。
俄羅斯僱傭兵組織瓦格納集團領袖普里戈任發表錄音講話，表示早前直逼莫斯科，並非要推翻俄羅斯領導層，並表示，瓦格納集團將於7月1日停止運作，但否認瓦格納僱傭兵會與俄羅斯國防部簽署合同。
俄羅斯總檢察長辦公室表示，針對普里戈任的刑事案件尚未終止，仍然因涉嫌組織武裝叛亂接受俄羅斯聯邦安全局調查。俄羅斯克里姆林宮稱，預計刑事指控將被撤銷，以換取僱傭兵返回營地和普里戈津前往白俄羅斯。俄羅斯一家法院表示，以叛國罪判處科學家瓦列裡·戈盧布金12年監禁，戈盧布金於2020年底因涉嫌向一名北約國家人員移交機密而被拘留，戈盧布金否認指控，戈盧布金曾在莫斯科物理與技術研究所的理論和應用空氣流體力學系工作。 另外，俄羅斯安全部隊拘留一名俄羅斯公民，罪名是向烏克蘭匯款購買無人機和軍事裝備。 
烏克蘭軍事情報總局長布達諾夫接受訪問時表示，俄羅斯已經為隨時炸毀扎波羅熱核電廠作好準備，情報顯示俄軍在核電廠的冷卻池中埋設地雷，在冷卻失效後，核反應堆可能會在10小時到14天的時間內熔化。俄羅斯甚至能夠提高核電站供電線路的電壓等技術手段，加速災難的發生。此外，烏克蘭情報局基乎確定，俄軍早已將裝滿炸藥的車輛轉移到6個核反應堆中的4個，隨時可以引爆。
澳洲政府宣布，向烏克蘭提供1.1億澳元的資金和軍事援助，幫助他們對抗入侵的俄羅斯軍隊，包括28輛裝甲卡車、28輛M113裝甲車和14輛特種作戰車，亦會用於幫助提供烏克蘭人的住所、健康服務、清潔水和衛生設施。他还宣佈將乌克兰出口至澳大利亞的货物免税期再延长12个月，而且還將向联合国負責的乌克兰人道主义基金提供1000万澳元。保加利亚政府批准了該國对乌克兰的新军事援助计划。
丹麥政府表示，已開始訓練烏克蘭飛行員駕駛F-16，預計需時六至八個月；而為了向烏軍捐贈F-16AM戰機，丹麥早前採購的F-35將提早兩年至2025年成軍，但向烏方轉讓戰機的程序將不早於2024年開始。
欧盟成员国外长会在卢森堡召开，会议通过了一项决议，為确保欧盟有足够资金继续向乌克兰提供军事援助，欧洲和平基金的预算规模将再增加35亿欧元。欧盟還計劃利用俄罗斯被冻结资产支付乌克兰重建费用，不過德国對此表示反对。

## 6月27日
烏克蘭方面表示，俄羅斯對扎波羅熱、頓涅茨克和赫爾松州發動襲擊，導致兩名平民喪生，六人受傷，其中俄軍一共攻擊扎波羅熱州15個定居點45次，另分別攻擊六個州，包括蘇梅、切爾尼戈夫、哈爾科夫、尼古拉耶夫、第聶伯羅彼得羅夫斯克和盧甘斯克，沒有人員傷亡。烏克蘭空軍表示，發現兩枚導彈，懷疑擊中波爾塔瓦州克雷門丘克，當地傳出爆炸聲，另外東北部的蘇梅州亦傳出爆炸聲，第聶伯羅彼得羅夫斯克以北和基輔地區以東發出防空警報。烏克蘭武裝部隊則表示，午夜至凌晨的俄羅斯襲擊中，烏方擊落2枚巡航導彈和7架無人機，俄羅斯軍隊在烏克蘭境內進行45次空襲，並用火箭系統發動38次襲擊，在萊曼和巴赫穆特周圍則發生戰鬥。此外，波爾塔瓦州州長表示，俄羅斯軍隊用導彈襲擊克雷門丘克，是次襲擊與一年前俄軍襲擊當地購物中心相同，均使用Kh-22導彈。克拉馬託爾斯克遭到兩枚9K720伊斯坎德尔导弹襲擊，造成10人死亡，61人受伤。
烏克蘭武裝部隊總參謀部表示，自全面入侵以來，俄羅斯在烏克蘭損失226,170名士兵，過去一天俄羅斯部隊有590人傷亡，累計損失4,036輛坦克、7,834輛裝甲戰車、6,772輛汽車和燃料箱、4,083個火炮系統、626個多發火箭系統、386個防空系統、314架飛機、308架直升機、3492架無人機和18艘船隻。
俄羅斯國防部表示，瓦格納集團的軍事裝備移交俄羅斯正規軍部隊的工作正在進行中。另外，俄羅斯聯邦安全局表示，已於6月27日結束對瓦格納集團領袖葉夫根尼·普里戈任武裝叛亂的刑事案件。
俄羅斯總統弗拉基米爾·普京在克里姆林宮與軍方會晤時表示，瓦格納集團完全依賴國家支援，私營軍事公司的武器由國防部和國家預算提供和支付，在2022年5月至2023年5月期間，俄羅斯當局撥款10.4億美元用於瓦格納的工資和獎勵，並指希望在履行合同時沒有人偷竊任何東西，政府肯定會深入檢查，普京示讚揚俄羅斯軍隊和安全官員防止叛亂，令所有關鍵的國防和政府系統能夠繼續運作。
烏克蘭總統澤連斯基發布片段，顯示他在26日訪問烏克蘭東部和南部前線沿線的兩個地區，頒發獎章，並與部隊合影，包括一個參與阻止俄羅斯在巴赫穆特市推進的部隊。另外，澤倫斯基加大力度呼籲北約在下個月於立陶宛召開峰會時，讓烏克蘭收到加入北約的「政治邀請」。
白俄羅斯總統盧卡申科表示，瓦格納集團領袖普里戈任已抵達白俄羅斯，盧卡申科更表示將在阿西波維奇改造一個舊軍事基地，為僱傭兵建造一個軍營。
美國五角大樓表示，將向基輔提供價值高達5億美元的新軍事一攬子計劃，以表明在莫斯科處理兵變後，美國仍然支援烏克蘭，一攬子計劃將包括布拉德利戰鬥車和史崔克裝甲運兵車在內的地面車輛，以及用於高機動炮兵火箭系統的彈藥。这是美国自俄乌战争爆发以来，为乌克兰提供的第41个军事援助配套，資金总额已累計超过400亿美元。
聯合國烏克蘭人權監測團發表報告，顯示自俄羅斯全面入侵烏克蘭以來，合共記錄864起俄羅斯任意拘留平民案件，其中763人為男性、94人為女性，另有7名男孩，當中不少案件構成「強迫失蹤」，報告指入侵期間，俄羅斯已經草率處決77名遭到任意拘留的平民，當中有72名男性和5名女性，另有2名男性拘留者死於酷刑、不人道拘留條件，以及得不到醫療照護等因素。
美国以几家位于阿拉伯联合酋长国、中非共和国和俄罗斯的公司资助瓦格纳集团的雇佣兵為由對其实施制裁。

## 6月28日
烏克蘭當局總結28日俄羅斯在烏克蘭各地的襲擊，共9個州，包括頓內次克、蘇梅、切爾尼戈夫、哈爾科夫、赫爾松、扎波羅熱、尼古拉耶夫、聶伯城和盧甘斯克遭到俄軍攻擊，導致5名平民死亡，9人受傷。另外，烏克蘭空軍表示，27號午夜至28號凌晨，一共擊落6架無人機。烏克蘭國家廣播公司報道，俄羅斯對赫爾松地區發動炮擊，造成三人受傷，赫爾松社區被擊中12次，俄軍合共發射49枚炮彈。此外，哈爾科夫州州長表示，俄羅斯軍隊炮擊哈爾科夫州沃昌斯克鎮，導致3名平民死亡。蘇梅州軍事管理局表示，俄軍蘇梅州的四個邊境社群發動襲擊：共記錄36起爆炸。俄羅斯佔領下的梅利托波尔发生了六起爆炸。乌克兰军方声称击落了一架俄罗斯蘇-25战斗机。
烏克蘭武裝部隊總參謀部表示，自全面入侵以來，俄羅斯在烏克蘭損失227,100名士兵，過去一天俄羅斯部隊有930人傷亡，累計損失4,036輛坦克、7,847輛裝甲戰車、6,774輛汽車和燃料箱、4,089個火炮系統、627個多發火箭系統、387個防空系統、314架飛機、308架直升機、3,499架無人機和18艘船。
乌克兰总统泽连斯基在烏克蘭议会发表电视讲话称，乌克兰不会接受俄乌战争演变为任何形式的冻结的冲突。他对于胜利的愿景是，乌克兰全境得以解放，所有俄罗斯士兵和雇佣兵撤离。
俄羅斯國防部表示，在克拉馬託爾斯克被擊中的目標是烏克蘭軍隊的「臨時指揮所」，並非烏方聲稱的商場。俄罗斯总统新闻秘书佩斯科夫在提到克拉馬託爾斯克遭袭击事件时表示，俄军只打击与乌克兰军方有联系的目标。烏克蘭國家安全局表示，拘留一名涉嫌在6月27日襲擊克拉馬託爾斯克中協調俄羅斯火力的俄羅斯間諜。
俄羅斯別爾哥羅德地區州長表示，烏克蘭對該地區進行襲擊，導致約200多人的供水中斷。俄佔扎波羅熱領袖表示，俄佔梅利託波爾市發生「一系列爆炸」，凌晨左右，發生六起爆炸，並未知原因
波蘭總統杜達到訪基輔，並與澤倫斯基會面，雙方討論前線局勢，包括俄羅斯襲擊扎波羅熱核電站的可能性。另外，立陶宛總統到訪基輔，並與澤倫斯基會面，並宣佈，立陶宛已經購買了兩套「挪威先進地對空導彈系統」，並將很快移交烏克蘭。立陶宛国防部长宣佈準備向烏克蘭提供10辆M113装甲车和数千發反坦克榴弹发射器的弹药。立陶宛还禁止57种军民两用商品通過陆路运输出口至他國，因為立陶宛方面擔心这些商品可能會流入俄罗斯或白俄罗斯。
瑞士拒絕将该国制造的96辆豹1坦克出口到德国。如果這些坦克出口到德國，德國會將這些坦克送給乌克兰。另外，瑞士政府宣佈，瑞士正在根據歐盟的第11輪制裁計劃擴大瑞士對俄羅斯的制裁。
乌克兰空军表示，第96防空导弹旅旅长谢尔盖·亚雷门科（Serhii Yaremenko）上校被授予乌克兰英雄，因为他击落了13枚匕首導彈。

## 6月29日
烏克蘭當局總結29日俄羅斯在烏克蘭各地的襲擊，共9個州，包括頓內次克、蘇梅、切爾尼戈夫、哈爾科夫、赫爾松、扎波羅熱、尼古拉耶夫、聶伯城和盧甘斯克遭到俄軍攻擊，其中赫爾松州和扎波羅熱州的襲擊造成6名平民死亡，7人受傷。烏克蘭赫爾松州長表示，俄羅斯炮擊烏克蘭南部赫爾松市的平民避難點，造成2人死亡，2人受傷。烏克蘭國家廣播公司報道，28日在頓涅茨克地區，有11個定居點遭到槍擊，造成一人死亡。
烏克蘭武裝部隊總參謀部表示，自全面入侵以來，俄羅斯在烏克蘭損失227,780名士兵，過去一天俄羅斯部隊有680人傷亡，累計損失4,038輛坦克、7,857輛裝甲戰車、6,780輛汽車和燃料箱、4,116個火炮系統、627個多發火箭發射系統、388個防空系統、315架飛機、308架直升機、3,513架無人機和18艘船隻。
俄羅斯國防部表示，27號對克拉馬託爾斯克市的一次導彈襲擊中，殺害2名烏克蘭將軍和多達50名軍官。烏克蘭方面則表示，擊中的是一家擁擠的餐館，並造成12名平民死亡，其中包括3名兒童。
烏克蘭國防部副部長表示，烏克蘭軍隊已向俄扎波羅熱貝爾迪安斯克推進1300米，並在巴赫穆特以南前進1200-1500米。乌克兰武装部队总参谋部表示，在过去24小时内，乌军与俄军在前线地区发生约22次战斗。乌空军、乌导弹和炮兵部队对俄军目标实施打击。俄罗斯国防部表示，俄军在过去一天中分别在顿涅茨克、红利曼、南顿涅茨克和扎波罗热方向击退乌军多次进攻，俄方称战斗中乌军人员和坦克等武器装备遭受损失。此外，俄军还在库皮扬斯克、赫尔松方向打击乌军人员、武器装备以及弹药库等目标。
俄羅斯國家杜馬國防委員會主席表示，由於普里戈任拒絕與克里姆林宮簽署任何合同，瓦格納僱傭兵將不再在烏克蘭作戰。俄羅斯聯邦調查委員會一份報告顯示，俄羅斯起訴來自喬治亞、美國、拉脫維亞、瑞典等，來自33個國家的160名外國僱傭兵，指控他們為烏克蘭作戰。
多個西方媒體報道，有「末日將軍」稱號的俄羅斯武裝部隊大將，空天軍司令，特別軍事行動副指揮官謝爾蓋·蘇羅維金涉嫌支持瓦格納武裝叛亂，被俄羅斯當局逮捕，關押在列福爾托沃監獄。《莫斯科時報》亦表示，蘇羅維金因捲入瓦格納兵變被逮捕。
美國前副總統兼共和黨總統候選人之一邁克·彭斯訪問基輔，並會見烏克蘭總統澤倫斯基，成為第一位在競選期間訪問烏克蘭的共和黨總統候選人。而另一位共和黨候選人川普在接受路透社採訪時表示不排除烏克蘭政府可能不得不把部分領土割讓給俄羅斯以停止這場戰爭。
中國駐歐盟大使傅聰接受多間媒體訪問時，被問到有關於是否支持基輔當局的要求，包括收回1991年所劃定的全部領土，包括2014年被俄羅斯併吞的克里米亞半島，傅聰表示：「我不認為有何不可。」，被外界解讀為北京政府改變過往立場，支持烏克蘭收回1991年領土完整的目標，包括克里米亞半島。
世界银行批准了由日本政府担保的15亿美元對乌贷款。

## 6月30日
烏克蘭當局總結30日俄羅斯在烏克蘭各地的襲擊，共9個州，包括頓內次克、蘇梅、切爾尼戈夫、哈爾科夫、赫爾松、扎波羅熱、尼古拉耶夫、聶伯城和盧甘斯克遭到俄軍攻擊，共117個定居點和74個基礎設施遭到襲擊，造成3名平民死亡，17人受傷。烏克蘭空軍表示，午夜至凌晨俄羅斯軍隊分別襲擊扎波羅熱地區的軍事基礎設施，發射4枚S-300導彈和13架無人機，防空部隊擊落10架無人機，沒有人受傷，在尼古拉耶夫地區，被擊落的無人機碎片墜落，引發火災，沒有人受傷。烏克蘭赫爾松州長表示，俄羅斯對當地進行炮擊，導致2人受傷。頓涅茨克地區一所學校遭到俄羅斯軍隊炮擊，造成2名員工喪生，6名員工受傷。
烏克蘭武裝部隊總參謀部表示，自全面入侵以來，俄羅斯在烏克蘭損失228,340名士兵，過去一天俄羅斯部隊有560人傷亡，累計損失4,041輛坦克、7,863輛裝甲戰車、6,785輛汽車和燃料箱、4,127個火炮系統、630個多發火箭發射系統、389個防空系統、315架飛機、308架直升機、3,519架無人機和18艘船隻船隻。
俄佔扎波羅熱別爾江斯克官員表示，當地發生爆炸，並指爆炸是由俄羅斯防空系統擊退敵人攻擊造成，而烏克蘭總參謀部則表現，烏軍襲擊俄羅斯軍隊在別爾江斯克郊區的總部和倉庫。
烏克蘭總統澤連斯基表示，因應在瓦格納僱傭軍重新到白俄羅斯組織及部署，烏克蘭將加強北部邊境的防線。另外，澤連斯基簽署法案，確保為軍事人員支付額外薪酬和休假，根據士兵的職位和情況，每月平均額外支付810-2,700美元的額外薪酬，對陣亡士兵的家屬一次性發放2,700美元的援助，受傷者在治療時將每月額外獲得2,700美元額外援助。
烏克蘭國防部副部長表示，如果談論整個前線，包括東部和南部，烏軍已經抓住戰略主動權，並向各個方向推進。另外，烏克蘭軍事情報機構表示，俄羅斯正在逐步減少烏克蘭南部扎波羅熱核電站的人員數量，員工被要求在7月5日之前離開，並被告知最好前往克里米亞半島，並縮減軍事巡邏。此外，烏克蘭檢察官指控一名俄羅斯政治家和兩名疑似烏克蘭合作者犯下戰爭罪，將數十名孤兒從曾被佔領的南部城市赫爾松非法轉移到俄羅斯或俄羅斯控制的領土。
俄羅斯外交部發言人扎哈羅娃表示，烏克蘭正準備對扎波羅熱核電站發動「恐怖」襲擊，主因是基輔已經安裝額外的設備來測量輻射，加上近日，烏克蘭多個地區開始針對扎波羅熱核電站事故進行演習，顯示基輔當局準備再次發動恐怖襲擊。俄羅斯駐聯合國代表團指責烏克蘭將襲擊扎波羅熱核電站，並向聯合國秘書長發信，要求安理會盡一切努力防止「災難性挑釁」。
波蘭總理表示，波蘭希望加入北約的核共享計劃，以迴應俄羅斯在白俄羅斯部署戰術核武器的計劃。
教宗方濟各表示，他派遣的和平特使在莫斯科完成為期三天的會談，並表示戰爭還沒有明顯結束的跡象。
人權組織指控烏克蘭方面使用反步兵地雷，組織呼籲烏克蘭政府履行本月初所作出的不使用此類武器的承諾，調查其可疑使用情況，並追究責任人的責任，而烏克蘭在2005年就批准簽署了渥太华条约，條約禁止此類地雷並要求銷毀庫存。
丹麦宣布将向乌克兰提供价值13亿丹麦克朗的军事援助，而匈牙利總理則反對欧盟计划向乌克兰提供价值500亿欧元的援助。
基輔國際社會學研究所和國家民主研究所公佈民意調查，約95%受訪者信任烏克蘭武裝部隊，80%受訪者信任總統澤連斯基，94%的受訪者認為擁有一個充分民主政府十分重要，80%受訪者信任中央政府執行重建和反腐敗任務，在戰爭失去朋友或家人的人數從2022年5月的20%上升到47%，87%受訪者對烏克蘭勝利持樂觀態度，92%受訪者將勝利定義為收覆克里米亞和頓巴斯，92%受訪者希望加入歐盟，89%受訪者支持加入北約，65%受訪者支助LGTBQ+社群獲得平等權利。